# Montgomery megye (Indiana)
Montgomery megye az Amerikai Egyesült Államokban, azon belül Indiana államban található. Megyeszékhelye és legnagyobb városa Crawfordsville. Lakosainak száma 37 936 fő (2020. április 1.). Montgomery megye Tippecanoe, Clinton, Boone, Hendricks, Putnam, Parke és Fountain megyékkel határos.

## Népesség
A megye népességének változása:
| Lakosok száma | 38 099 | 38 374 | 38 245 | 38 177 | 38 227 | 37 936 |
|               | 2010   | 2011   | 2012   | 2013   | 2015   | 2020   |